# لاو بريكرز
لاو بريكرز (بالإنجليزية: LawBreakers)، هي لعبة فيديو إلكترونية من نوع تصويب منظور الشخص الأول، صدرت في شهر أغسطس سنة 2017م، وتعمل على نظامي بلاي ستيشن 4 ومايكروسوفت ويندوز.